# Acanthodromia
Acanthodromia is een geslacht van kreeftachtigen uit de klasse van de Malacostraca (hogere kreeftachtigen).

## Soorten
- Acanthodromia erinacea A. Milne-Edwards, 1880
- Acanthodromia margarita (Alcock, 1899)